# Klementov padec
Klementov padec je drama slovenskega avtorja Draga Jančarja o Klementu Jugu, njegovi filozofiji in smrti, ki je bila prvič uprizorjena leta 1988 v MGL, drugič in zadnjič pa leta 2005 v Gledališču Koper. Istega leta je bila izdana v pisni obliki skupaj z dvema drugima dramama, Dedalus in Zalezujoč Godota, v izdaji z naslovom Tri igre. Dogajanje in osebe v drami izvirajo iz resničnih ljudi in dogodkov, tudi Klement sam je bil resnična oseba. Janez Pipan je za svojo upodobitev drame leta 1988 prejel nagrado za režijo na Borštnikovem srečanju.

## Vsebina
Drama se dogaja v Ljubljani na vseučilišču. Klement je nadarjen, a čudaški študent filozofije in zagrizen alpinist. Za mnoge so njegove ideje o stoičnem življenju in izzivanju usode za utrjevanje svoje volje preveč radikalne in celo nevarne. Med njim in študentko Milko se porodi ljubezen, a Klementovo obnašanje in zavračanje njenih prijateljev, ki so po njegovem mnenju mehkužci, kmalu postavi njuno razmerje na preizkušnjo. On od nje zahteva, da prevzame njegove ideale in zapusti množico in njene razvade, ona se najprej skuša temu prilagoditi, a sčasoma njegove radikalnosti ne zdrži več in noče prevzeti njegovih idej. Klement spozna, da ne more Slovencev prepričati v svoje ideale, če tega ne zmore niti pri eni osebi, umre v samomorilno nevarnem vzponu, prijatelj Gregor ga označi za znanilca nove generacije ljudi.

## Klementova filozofija
Dramo lahko beremo kot ljubezensko zgodbo med Klementom in Milko, a ljubezenska tema ni bistvena za problem drame, ki se ukvarja predvsem s filozofskimi pogledi na močno voljo, kako jo pridobiti, ohranjati in kako pomembna je za slovenski narod. Jančarjev Klement, ki se v svoji filozofiji navezuje na Nietzschejevo, je skoraj fanatično predan svojim življenjskim nazorom in idejam, ki zahtevajo nevarno in asketsko življenje, Milka in njeni prijatelji pa hočejo živeti in uživati preprosto življenje. Klement ne more prenesti da ostali, še posebej Milka, ne vidijo sveta, kot ga vidi on, to ga na koncu vodi v samomor. Nekje na sredini med Milko in Klementom je Gregor, ki ga sicer večinoma občuduje, a v praksi ne sledi njegovemu vzoru.